# Ageratina altissima
Agératine élevée, Eupatoire rugueuse
Espèce
Synonymes
- Ageratina ageratoides (L. fil.) Spach
- Ageratum altissimum L.
- Batschia nivea Moench
- Eupatorium aboriginum E. Greene
- Eupatorium ageratoides L. fil.
- Eupatorium ageratoides var. angustatum A. Gray
- Eupatorium altissimum (L.) Murray
- Eupatorium boreale E. Greene
- Eupatorium eurybiifolium E. Greene
- Eupatorium frasieri Poir.
- Eupatorium odoratum Walt.
- Eupatorium rugosum Houtt.
- Eupatorium rugosum var. chlorolepis Fern.
- Eupatorium rugosum var. tomentellum (B.L.Rob.) S.F.Blake
- Eupatorium rugosum var. villicaule (Fern.) S.F.Blake
- Eupatorium urticifolium var. tomentellum B.L.Rob.
- Eupatorium urticifolium var. villicaule Fern.
- Kyrstenia aboriginum (E. Greene) E. Greene
- Kyrstenia altissima (L.) E. Greene
- Kyrstenia borealis (E. Greene) E. Greene

Ageratina altissima, l'Agératine élevée, ou Eupatoire rugueuse, est une espèce de plantes à fleurs dicotylédones de la famille des Asteraceae, originaire d'Amérique du Nord.

## Taxinomie

### Synonymes
Selon Catalogue of Life (5 janvier 2018)
- Ageratina ageratoides (L. fil.) Spach
- Ageratum altissimum L.
- Batschia nivea Moench
- Eupatorium aboriginum E. Greene
- Eupatorium ageratoides L. fil.
- Eupatorium ageratoides var. angustatum A. Gray
- Eupatorium altissimum (L.) Murray
- Eupatorium boreale E. Greene
- Eupatorium eurybiifolium E. Greene
- Eupatorium frasieri Poir.
- Eupatorium odoratum Walt.
- Eupatorium rugosum Houtt.
- Eupatorium rugosum var. chlorolepis Fern.
- Eupatorium rugosum var. tomentellum (B.L.Rob.) S.F.Blake
- Eupatorium rugosum var. villicaule (Fern.) S.F.Blake
- Eupatorium urticifolium var. tomentellum B.L.Rob.
- Eupatorium urticifolium var. villicaule Fern.
- Kyrstenia aboriginum (E. Greene) E. Greene
- Kyrstenia altissima (L.) E. Greene
- Kyrstenia borealis (E. Greene) E. Greene

### Liste des variétés
Selon Tropicos (5 janvier 2018) (Attention liste brute contenant possiblement des synonymes) :
- Ageratina altissima var. altissima
- Ageratina altissima var. angustata (A. Gray) Clewell & Wooten
- Ageratina altissima var. roanensis (Small) Clewell & Wooten

## Description

### Appareil végétatif
L'Agératine élevée est une plante herbacée vivace pouvant atteindre 1,5 m de haut. Les feuilles de forme triangulaire sont opposées et dentées,.

### Appareil reproducteur
L'inflorescence est une ombelle de fleurs tubulaires blanche. Les graines sont une petite aigrette plumeuse.

## Habitat et distribution
L'Agératine élevée préfère les sous-bois humide mais elle tolère les sols sec.

## Toxicité
Cette plante herbacée est toxique du fait de sa teneur en dérivés benzodihydrofuraniques (trémétone (en) et dihydroxytrémétone). Elle intoxique notamment les chevaux et les chèvres. Chez les animaux, les symptômes de l'intoxication sont une apathie, généralement suivie par une perte de poids significative et un tremblement prononcé des jambes et du museau.
Les substances toxiques peuvent se transmettre, par l'intermédiaire du lait produit par des vaches ayant brouté cette plante, à l'Homme et aux animaux de compagnie (chiens et chats) et provoquent la maladie du lait (en).